# The Night Lands
"The Night Lands" (em português:  "As Terras da Noite") é o segundo episódio da segunda temporada da série de televisão Game of Thrones. O episódio foi escrito pelos criadores da série David Benioff e D. B. Weiss e dirigido por Alan Taylor. Foi originalmente exibido pela HBO no dia 8 de abril de 2012, mas foi disponibilizado online via HBO GO no dia 2 de abril de 2012 para alguns países europeus.
O enredo continua com algumas histórias do primeiro episódio: a caravana da Patrulha da Noite para a Muralha é interrompida pela Patrulha da Cidade procurando por Gendry, o Pequeno Conselho recebe os termos propostos pelo Rei do Norte Robb Stark, Daenerys espera no deserto pelo retornos de seus três cavaleiros e Theon retorna para as Ilhas de Ferro, sua terra natal.
O título do episódio é uma expressão utilizada pelo povo Dothraki para referir-se à morte.

## Enredo

### Em Porto Real
Tyrion Lannister (Peter Dinklage) chega em seu quarto e encontra Shae (Sibel Kekilli) e Lord Varys (Conleth Hill) conversando. Varys e Tyrion sutilmente ameaçam um ao outro: Varys que ele pode revelar a presença de Shae mesmo contra a ordem do pai de Tyrion, e Tyrion que ele pode matar Varys. Durante uma reunião do Pequeno Conselho, a Rainha Cersei Lannister (Lena Headey) lê os termos de paz de Robb Stark, rasgando a carta depois de lê-la, assim como a carta da Patrulha da Noite onde o Lorde Comandante pede por mais homens para a Muralha e avisa que a Partulha se encontrou como os mortos-vivos. Com a exceção de Tyrion, ninguém do Conselho leva a carta de Mormont a sério. Mais tarde, Tyrion tem um jantar com o Comandante da Patrulha da Cidade Lorde Janos Slynt (Dominic Carter), discutindo o massacre dos filhos bastardos do Rei Robert. Quando Janos se recusa a revelar quem ordenou o massacre, Tyrion prende Janos e o exila para a Patrulha da Noite, com Bronn (Jerome Flynn) assumindo sua posição. Cersei confronta Tyrion sobre o exílio de Janos e Tyrion percebe que foi o Rei Joffrey (Jack Gleeson) quem ordenou o massacre. Ele avisa sua irmã que "será difícil governar os milhões que querem a Rainha morta".

### Em Pedra do Dragão
Davos Seaworth (Liam Cunningham) e seu filho Matthos (Kerr Logan) convencem o pirata Salladhor Saan (Lucian Msamati) a trazer seus navios e juntar-se a eles na guerra. Em troca, Saan poderá saquear Porto Real. Tanto Salladhor quanto Davos mostram descontentamento com a devoção de Matthos ao Senhor da Luz. Mais tarde, Davos conta a Stannis (Stephen Dillane) e Melisandre (Carice van Houten) que Saan irá ajudá-los com 30 navios. Stannis ordena que Davos e Matthos deixem a sala, momento em que Melisandre seduz Stannis e lhe promete um filho se ele se render completamente a Senhor da Luz.

### Nas Ilhas de Ferro
Theon Greyjoy (Alfie Allen) retorna a sua terra natal mas não está satisfeito com a recepção que recebe. Sua irmã Yara (Gemma Whelan) o leva de cavalo para Pyke onde ele recebe uma fria recepção de seu pai Balon (Patrick Malahide). Theon apresenta a seu pai a oferta de Robb de fazer Balon Rei das Ilhas de Ferro. Balon porém recusa enquanto insulta Theon por adotar os costumes nortenhos. Balon revela que planeja tomar sua coroa com Yara mas que não planeja lutar com os Lannisters, o que faz com que Theon perceba que Balon planeja tomar o Norte para si mesmo.

### No Deserto Vermelho
O cavalo de Rakharo (Elyes Gabel) volta para o acampamento de Daenerys (Emilia Clarke), carregando sua cabeça em um dos sacos. Ser Jorah (Iain Glen) lhe diz que essa é uma mensagem de algum dos khals, já que nenhum deles gosta da ideia de uma mulher a frente de um khalasar. Daenerys então jura vingança, enquanto prepara uma pira funerária para Rakharo.

### Nas proximidades de Porto Real
Dois homens da Patrulha da Cidade chegam na caravana com um decreto real, procurando por Gendry (Joe Dempsie). Porém, eles são expulsos por Yoren (Francis Magee) depois que este ameaça suas vidas. Mais tarde, Gendry revela a Arya (Maisie Williams) que ele sabe que ela é uma menina. Em troca, ela revela que na verdade ela é Arya Stark depois de descobrir que seu pai se encontrou com Gendry algumas semanas antes de ser executado.

### Na Fortaleza de Craster
Samwell Tarly (John Bradley) ajuda Goiva (Hannah Murray), uma das esposas de Craster, quando ela encontra Fantasma, o lobo gigante de Jon. Sam pede para Jon (Kit Harington) se eles podem levá-la com eles mas Jon recusa já que eles não podem se envolver com a família de Craster. Goiva, que está grávida, se recusa a dizer porque ela quer ir embora, mas a conversa aumenta as suspeitas de Jon sobre o que acontece com os filhos de Craster. Mais tarde naquela noite, Jon vê Craster levando um de seus filhos recém-nascidos para a floresta. Ele segue Craster e vê que ele voltou de mãos vazias. Ouvindo o barulho de gelo se quebrando, ele corre para ajudar a criança, porém ele vê um Caminhante Branco levar o bebê. Antes que Jon possa segui-los, Craster atinge a cabeça de Jon, fazendo com que ele desmaie.

## Recepção

### Audiência
A audiência do episódio se manteve estável com os resultados do episódio anterior. O número de telespectadores na primeira exibição atingiu 3.8 milhões, apenas um pouco abaixo do recorde da série de 3.9 milhões. Um dia após a exibição do episódio, HBO anunciou a produção da terceira temporada da série.

### Recepção crítica
"The Night Lands" recebeu críticas positivas. O site Rotten Tomatoes pesquisou 12 críticas e julgou 83% delas como positivas. O consenso do site diz: "Mais melancólico que o anterior e cheio de intrigas, 'The Night Lands' introduz o telespectador a exóticas novas locações em Westeros e entrega alguns momentos importantes para os personagens."